# Argyroxiphium grayanum
Argyroxiphium grayanum là một loài thực vật có hoa trong họ Cúc. Loài này được (Hillebr.) O.Deg. mô tả khoa học đầu tiên năm 1936.